# Șoldănești
Șoldănești este un oraș din nord-estul Republicii Moldova. Este reședința raionului Șoldănești.

## Geografie

### Amplasare
Orașul Șoldănești face parte din podișul de nord al Moldovei și este așezat în valea râului Ciorna, care curge în această zonă cu precădere paralel cu drumul de tranzit Soroca – Rezina, în partea de nord-est a republicii. Orășelul se înșiră pe ambele maluri ale Ciornei pe o distanță de 4,5 km în medie o lățime de circa 4 km spre sud și 0,5 km spre nord.

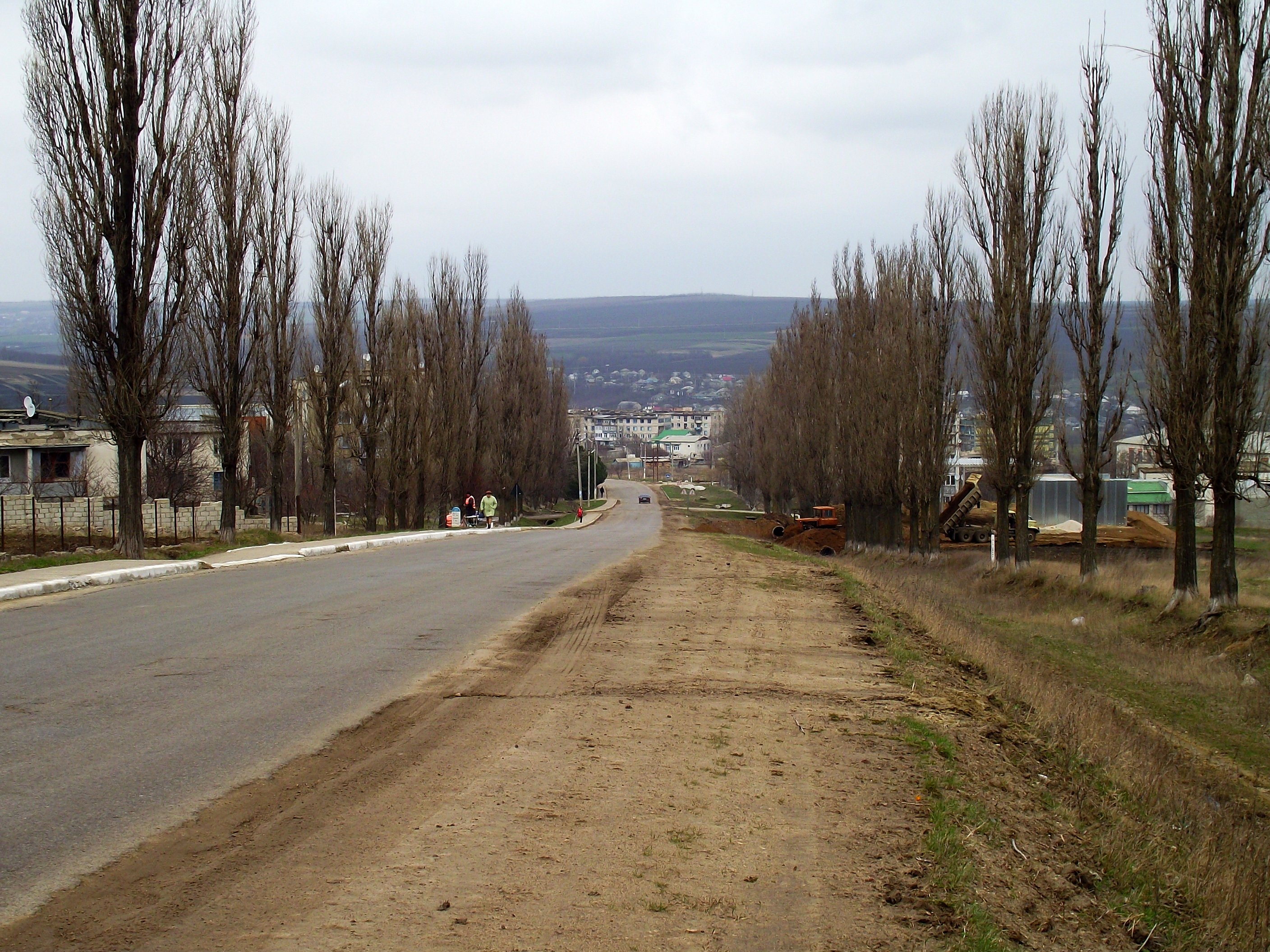
Una dintre intrări
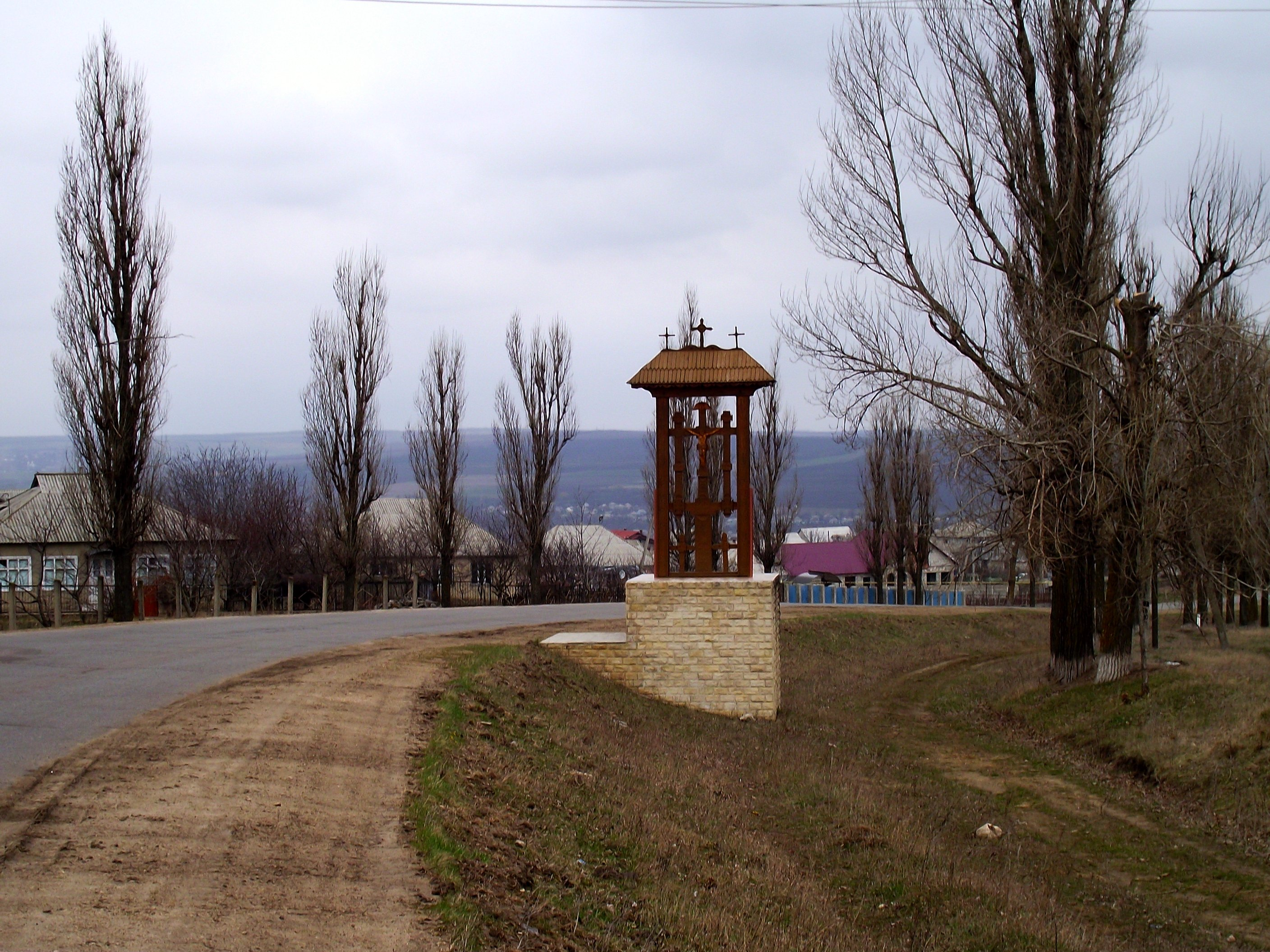
Margine de oraș
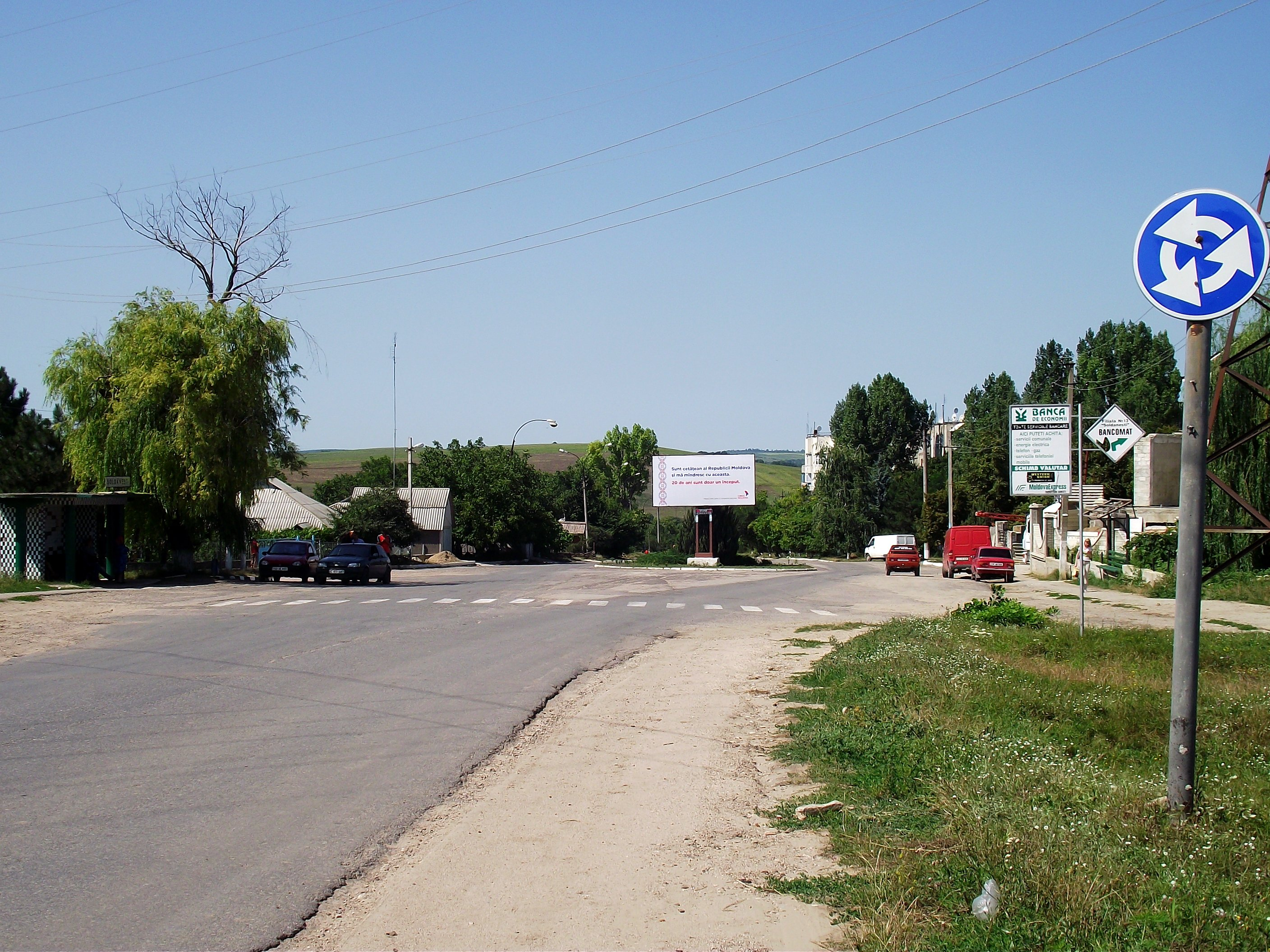
Sens giratoriu

### Resurse naturale
Suprafața totală a orașului Șoldănești este de 6.542 ha. Orașul are o structură agrară pronunțată, 71% din suprafață o constituie terenurile cu destinație agricolă. Se acordă atenție și sferei sociale. O altă trăsătură specifică a orașului Șoldănești este ponderea mare a terenurilor fondului silvic, care ocupă 540 ha sau 9,6% din suprafața totală a localității.

### Arii protejate
La vest de stația de calea ferată Șoldănești și la nord de satul Olișcani, este amplasată cariera părăsită de lângă stația de cale ferată Șoldănești, o arie protejată din categoria monumentelor naturii de tip geologic sau paleontologic.

## Istorie
Localitatea își trage denumirea de la un tânăr boier cu numele Șoldan. Printr-un document din 22 septembrie 1411, Alexandru Voievod dăruiește lui Petru Șoldan, soției sale (fiica boierului Ghiulea Pântece) și fratelui său Miclăuș sălașele tătărești de la Tamârtășăuți pe Șomuz, după care numele de odinioară al localității a fost schimbat după numele proprietarului: Șoldănești. Neamul Șoldăneștilor este unul din cele mai vechi din Moldova, contemporan descălecării.
În anul 1835 în Șoldănești locuiau 304 de suflete; multe decenii la rând, datorită războaielor și a situației economice dificile, populația localității nu a cunoscut o creștere semnificativă. După reforma agrară din 1868 în localitate s-au dezvoltat 68 de gospodării țărănești. Odată cu construcția căii ferate, la sfârșitul sec. XIX, în Șoldănești începe să se dezvolte viața economică. La începutul sec. XX, în localitate apar primele elemente industriale: moară cu aburi, fabrică de var, etc.
În anul 1927 a început să funcționeze fabrica de fermentare a tutunului, care în anul 1986 a atins volumul maxim de producție – peste 15 mii tone de tutun fermentat. Localității i s-a conferit statut de orășel în noiembrie 1980. Începând cu anii 1990–1992 populația orașului prin repetate rânduri de donație au contribuit la reparația bisericii. Petru Ion Gojan a construit în curtea bisericii o casă parohială și o frumoasă fântână acoperită cudantelă de țiglă. La deschiderea bisericii serviciul divin a fost oficiat de Mitropolitul Vladimir (Mitropolitul Chișinăului și întregii Moldove) însoțit de un Sobor de preoți din capitală.

## Demografie

### Structura etnică
Structura etnică a orașului conform recensământului populației din 2004:
| Grup etnic | Populație | % Procentaj |
| ---------- | --------- | ----------- |
| Moldoveni  | 5,840     | 92.64%      |
| Ucraineni  | 231       | 3.66%       |
| Ruși       | 201       | 3.19%       |
| Alții      | 32        |             |
| Total      | 6,304     | 100%        |

### Structura lingvistică
Structura lingvistică de Șoldănești în anul 2014:
| Limba            | Numărul de vorbitori | Procent |
| ---------------- | -------------------- | ------- |
| limba română     | 5605                 | 95.27%  |
| limba rusă       | 264                  | 4.48%   |
| limba ucraineană | 8                    | 0.13%   |
| Numărul total    | 5883                 | 100%    |

## Economie

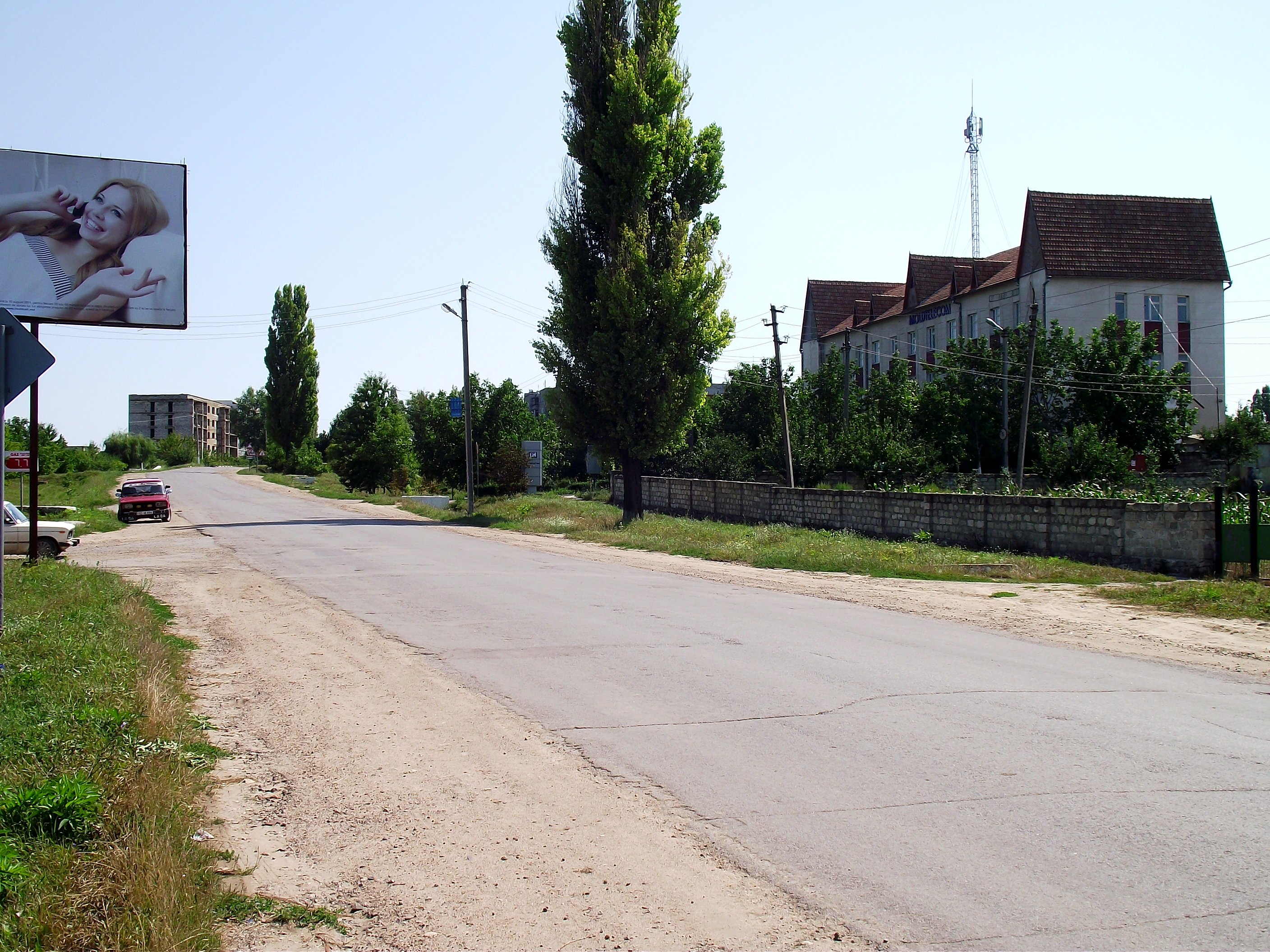
Pe una dintre străzi

În oraș activează 7 societăți pe acțiuni, 63 societăți cu răspundere limitată și 261 gospodării țărănești. Principalii agenți economici din localitate sunt: Fabrica de fermentare a tutunului care are o capacitate de 10,5 mii tone anual. Datorită suprafeței mari a fondului forestier, activează cu succes Întreprinderea forestieră de
prelucrare a lemnului, care produce parchet, uși, ferestre și alte articole din lemn, de asemenea se desfășoară și activitatea de colectare a plantelor medicinale.
Sfera de servicii este reprezentată de 56 unități de comerț cu amănuntul, 2 piețe agricole, 7 unități de
alimentare publică și 2 unități de deservire socială. În oraș sunt 3 filiale ale băncilor comerciale și 2 ale companiilor de asigurare. Serviciile de agrement sunt reprezentate de baza de odihnă „Dumbrava”. În domeniul agricol activează „Cereale” S.R.L., care cultivă porumb și alte culturi agricole.
Localitatea este intersectată de traseul Soroca-Rezina, lungimea totală a drumurilor publice este de circa 20 km. Orașul are stație de cale ferată.

### Finanțele publice locale
Bugetul orașului constituie 2.819 mii lei dintre care transferurile dețin 30% sau 857,5 mii lei. Cea mai mare pondere în cheltuielile publice locale o deține învățământul pentru care sunt alocate 1931,5 mii lei.
O caracteristică a localităților mici este ponderea mare în structura cheltuielilor a cheltuielilor pentru învățământ și ponderea mică sau lipsa completă a cheltuielilor pentru gospodăria comunală.

## Administrație și politică
Primarul orașului Șoldănești este Vadim Groza (Partidul Socialiștilor din Republica Moldova), ales în 2023.
Componența Consiliului local Șoldănești (15 consilieri), ales la 5 noiembrie 2023, este următoarea:
|  | Partid                                       | Consilieri | Componență | Componență | Componență | Componență |
|  | -------------------------------------------- | ---------- | ---------- | ---------- | ---------- | ---------- |
|  | Partidul Acțiune și Solidaritate             | 4          |            |            |            |            |
|  | Partidul Socialiștilor din Republica Moldova | 4          |            |            |            |            |
|  | Partidul Democrația Acasă                    | 3          |            |            |            |            |
|  | Candidat independent ION CUCULESCU           | 1          |            |            |            |            |
|  | Partidul Social Democrat European            | 1          |            |            |            |            |
|  | Partidul Comuniștilor din Republica Moldova  | 1          |            |            |            |            |
|  | Partidul Acțiunii Comune – Congresul Civic   | 1          |            |            |            |            |

## Social
Șoldănești este una din puținele localități urbane mononaționale din Moldova, moldovenii constituind peste 99% din populația orașului. Astfel, din circa 7.700 populație 7.620 o constituie moldovenii, 60 sunt ruși, restul – evrei 7 persoane și beloruși 5 persoane. În oraș funcționează o instituție preșcolară, liceul „Alexei Mateevici” și o școală de cultură generală. Ocrotirea sănătății este asigurată de 5 instituții medicale, inclusiv un Centru al medicilor de familie și 4 farmacii.
În oraș există un Centru de cultură al primăriei și 2 biblioteci publice.
O importanță deosebită în viața culturală a localității o au manifestațiile culturale: Festivalul internațional „La umbra Stejarului” și Festivalul „Nistrule cu apă rece” care are loc în satul Socola. În oraș sunt trei grupuri artistice de amatori.

## Personalități

### Născuți în Șoldănești
- Zurab Todua (n. 1963), scriitor, publicist, politolog, doctor în istorie și politician
- Sergiu Chirilov (n. 1973), antrenor de fotbal, jucător de futsal și fost fotbalist